# Minotaur
Minotaur (grč. Μινόταυρος, Minótauros) je u grčkoj mitologiji mitsko biće koje je polubik i polučovjek.

## Etimologija
Minotaurovo grčko ime Μινόταυρος znači "minojski bik" (s Krete).
Također je znan i kao Asterius ili Asterion ("zvjezdani") - pod imenom koje je dijelio s Minosovim očuhom.

## Mitologija

### Rođenje
Prije nego što je postao kralj, Minos je od boga Posejdona zatražio znak da će on, a ne njegov brat, doći na prijestolje. Posejdon se složio te je poslao bijelog bika, ali pod uvjetom da ga Minos njemu žrtvuje. Prekrasan je bik izašao iz mora, a Minosu je bio tako lijep da je radije žrtvovao drugoga bika, misleći da Posejdon neće primijetiti. Posejdon se razbjesnio te je učinio da se Minosova žena, Pasifaja, ludo zaljubi u bika, a bika je učinio ljutim.
Pasifaja je otišla Dedalu da joj pomogne, a on je smislio kako će utažiti njezinu strast. Napravio je drvenu kravu, a Pasifaja je ušla u nju i skrila se, a bik ju je oplodio. Tako je Pasifaja začela i rodila polubika i polučovjeka - Minotaura. Pasifaja ga je odgajala i dok je bio dijete, ali kako je rastao, tako je postao bjesniji. Delfijska je proročica rekla Dedalu da sagradi labirint u kojem bi držao Minotaura. To je i učinio, a labirint je bio ispod Minosove palače u Knossosu.

### Tezeji Minotaur
Androgeja, Minosova sina, ubili su Atenjani, ljubomorni na njegove pobjede na Panatenskom festivalu, Egejovim igrama, gdje je svaki put pobijedio. Druga inačica mita govori da ga je ubio kretski bik na Maratonu, na Egejovu zapovijed. Da bi osvetio sinovu smrt, Minos je zaratio s Atenom. Zahtijevao je da se sedam atenskih djevojaka i mladića (izabranih izvlačenjem slamki) žrtvuje Minotauru svakih devet godina (ili prema nekim izvorima svake godine; prema kretskoj astronomiji, pun je Mjesec bio u ekvinociju svakih osam godina).
Kad se treće žrtvovanje bližilo, Tezej se dobrovoljno javio da će ubiti čudovište. Obećao je svome ocu Egeju da će postaviti bijela jedra ako pohod bude uspješan.
Arijadna, Minosova kći, zaljubila se u Tezeja i pomogla mu da izađe iz Labirinta davši mu klupko vune kojim je slijedio vlastiti trag. Tezej je ubio Minotaura magičnim mačem koji mu je dala Arijadna te je pustio ostale Atenjane iz labirinta. No, Tezej je zaboravio promijeniti crna jedra tugovanja na brodu s bijelima, stoga je njegov otac Egej shrvan počinio samoubojstvo. Naime, danima je gledao na pučinu i, kad je vidio crna jedna, od tuge se bacio u more koje je po njemu nazvano Egejsko more.
Minos je bio ljut što je Tezej uspio pobjeći te je zatvorio Dedala i njegova sina Ikara u labirint ili, prema nekim izvorima, u toranj. Uspjeli su pobjeći tako što su napravili krila. No, Ikar je letio previsoko te se vosak na krilima otopio, a on se strovalio u more.

## Vanjske poveznice
- Minotaur u klasičnoj literaturi i umjetnosti (engl.)
- Minotaur u grčkoj mitologiji (engl.)